# Andrew Bennie
Andrew Bennie, född den 18 augusti 1956 i Auckland i Nya Zeeland, är en nyzeeländsk ryttare.
Han tog OS-brons i lagtävlingen i fälttävlan i samband med de olympiska ridsporttävlingarna 1988 i Seoul.